# Герман Фріке
Герман Фріке (нім. Hermann Fricke; 17 червня 1890, Вольфенбюттель — 14 травня 1946, шпиталь Аугсбурга)— німецький офіцер, оберштурмбаннфюрер СА, генерал-майор люфтваффе. Кавалер ордена Pour le Mérite.

## Біографія
19 жовтня 1909 року поступив на службу в 77-й піхотний полк. 1 липня 1914 року перейшов у авіацію. Учасник Першої світової війни. За бойові заслуги відзначений численними нагородами. 
З 10 листопада 1918 по 16 червня 1919 року — член фрайкору Гюльзена. 31 січня 1920 року вийшов у відставку. 6 квітня 1920 року поступив на службу в поліцію Шарлоттенбурга, 1 жовтня вийшов у відставку. Був членом різних спортивних товариств і Сталевого шолому. 5 вересня 1933 року вступив у СА. 15 квітня 1934 року поступив на службу в люфтваффе. 
З 1 квітня 1941 року — викладач тактики в Авіаційному училищі зв'язку Галле-Заале. З 1 вересня 1941 року — офіцер для особливих доручень Імперського міністерства авіації. 16 лютого 1942 року переведений в штаб 1-го авіапольового полку, з 8 червня — командир полку. З 1 червня 1943 року 1 комендант авіабази 6/VII, з 15 травня 1944 року — 4/VIII. 14 вересня 1944 року переведений у резерв ОКЛ і переданий в розпорядження командування 3-ї авіаційної області. 31 грудня 1944 року відправлений у відставку. 5 травня 1945 року взятий в американський полон, де і помер.

## Звання
- Фанен-юнкер (19 жовтня 1909)
- Фенріх (25 липня 1910)
- Лейтенант (20 березня 1911)
- Обер-лейтенант (6 червня 1916)
- Гауптман запасу (31 січня 1920)
- Гауптман поліції (6 квітня 1920)
- Гауптман (15 квітня 1934)
- Майор (1 серпня 1935)
- Оберст-лейтенант (1 жовтня 1937)
- Оберст запасу (27 серпня 1939)
- Оберст (1 червня 1940)
- Генерал-майор (1 грудня 1943)

## Нагороди
- Залізний хрест 2-го (22 жовтня 1914) і 1-го класу
- Нагрудний знак пілота-спостерігача (Пруссія) (1914)
- Нагрудний знак військового пілота (Пруссія)
- Хрест «За військові заслуги» (Брауншвейг)
  - 2-го класу (28 лютого 1915)
  - 1-го класу (24 червня 1918)
- Орден дому Саксен-Ернестіне, лицарський хрест 2-го класу з мечами (9 березня 1916)
- Хрест «За військові заслуги» (Мекленбург-Шверін) 2-го класу (15 вересня 1916)
- Королівський орден дому Гогенцоллернів, лицарський хрест з мечами (11 березня 1917)
- Pour le Mérite (23 грудня 1917)
- Почесний хрест ветерана війни з мечами
- Медаль «За вислугу років у Вермахті» 4-го і 3-го класу (12 років)
- Нагрудний знак спостерігача
- Застібка до Залізного хреста 2-го і 1-го класу